# بلايني بيشوب
بلايني بيشوب (بالإنجليزية: Blaine Bishop)‏ هو لاعب كرة قدم أمريكية أمريكي، ولد في 24 يوليو 1970 في إنديانابوليس في الولايات المتحدة.

## وصلات خارجية
- بلايني بيشوب على موقع إي إس بي إن.كوم (أن.أف.أل)3
- بلايني بيشوب على موقع مرجع كرة القدم المحترفة.كوم (الإنجليزية)